# Campeonato Sul-Americano de Voleibol Masculino Sub-19 de 2022
O Campeonato Sul-Americano de Voleibol Masculino Sub-19 de 2022 foi a 22ª edição desta competição infanto-juvenil organizada a cada dois anos pela Confederação Sul-Americana de Voleibol (CSV). A competição ocorreu entre os dias 24 e 28 de agosto, em Araguari, Brasil.
Repetindo a final das últimas quatro edições, Brasil e Argentina protagonizaram a dipusta pelo título da competição, tendo a Argentina se sagrado campeã pela quinta vez. Na dipusta pelo terceiro lugar, a seleção colombiana venceu a seleção chilena por 3 sets a 0 e também conquistou uma vaga no Campeonato Mundial Sub-19 de 2023.

## Regulamento
O torneio foi divido na fase classificatória e na fase final. A fase classificatória foi disputada em turno único, com todas as equipes se enfrentando dentro de seu grupo. Os dois primeiros classificados de cada grupo avançaram para a fase final, estruturada em semifinais, disputa pelo terceiro lugar e final.

### Critérios de desempate
1. Número de vitórias
2. Número de pontos
3. Razão dos sets
4. Razão dos pontos
5. Resultado da última partida entre os times empatados

Partidas terminadas em 3–0 ou 3–1: 3 pontos para o vencedor, 0 pontos para o perdedor;

Partidas terminadas em 3–2: 2 pontos para o vencedor, 1 ponto para o perdedor.

## Equipes participantes
As seguintes seleções foram qualificadas a participar do Campeonato Sul-Americano Sub-19 de 2022.
| Grupo     | Equipe | Última participação |
| A         |        |                     |
| --------- | ------ | ------------------- |
| A         | Brasil | 2018                |
| A         | Chile  | 2018                |
| A         | Peru   | 2016                |
| B         |        |                     |
| Argentina | 2018   |                     |
| Colômbia  | 2018   |                     |
| Uruguai   | 2012   |                     |

## Local das partidas
| Araguari, Brasil                                   |
| Ginásio Poliesportivo General Mário Brum Negreiros |
| -------------------------------------------------- |
| Capacidade: 2 200                                  |
| Araguari                                           |

## Fase classificatória
- As partidas seguem o fuso horário de Brasília (UTC−3).

|  | Classificados para as semifinais |
|  | Disputa do quinto lugar          |

### Grupo A
|     |        |     | Jogos | Jogos | Jogos | Resultados | Resultados | Resultados | Resultados | Resultados | Resultados | Sets | Sets | Sets  | Pontos | Pontos | Pontos |
| Pos | Equipe | Pts | T     | V     | D     | 3–0        | 3–1        | 3–2        | 2–3        | 1–3        | 0–3        | V    | P    | R     | V      | P      | R      |
| --- | ------ | --- | ----- | ----- | ----- | ---------- | ---------- | ---------- | ---------- | ---------- | ---------- | ---- | ---- | ----- | ------ | ------ | ------ |
| 1   | Brasil | 6   | 2     | 2     | 0     | 2          | 0          | 0          | 0          | 0          | 0          | 6    | 0    | MAX   | 154    | 104    | 1.481  |
| 2   | Chile  | 2   | 2     | 1     | 1     | 0          | 0          | 1          | 0          | 0          | 1          | 3    | 5    | 0.600 | 163    | 175    | 0.931  |
| 3   | Peru   | 1   | 2     | 0     | 2     | 0          | 0          | 0          | 1          | 0          | 1          | 2    | 6    | 0.333 | 140    | 178    | 0.787  |

| Data   | Hora  |        | Placar |       | Set 1 | Set 2 | Set 3 | Set 4 | Set 5 | Total  | Relatório |
| ------ | ----- | ------ | ------ | ----- | ----- | ----- | ----- | ----- | ----- | ------ | --------- |
| 24 ago | 20:00 | Brasil | 3–0    | Peru  | 25–11 | 25–19 | 25–14 |       |       | 75–44  | Resultado |
| 25 ago | 20:00 | Brasil | 3–0    | Chile | 25–20 | 29–27 | 25–13 |       |       | 79–60  | Resultado |
| 26 ago |       | Chile  | 3–2    | Peru  | 25–20 | 25–14 | 17–25 | 21–25 | 15–12 | 103–96 | Resultado |

### Grupo B
|     |           |     | Jogos | Jogos | Jogos | Resultados | Resultados | Resultados | Resultados | Resultados | Resultados | Sets | Sets | Sets  | Pontos | Pontos | Pontos |
| Pos | Equipe    | Pts | T     | V     | D     | 3–0        | 3–1        | 3–2        | 2–3        | 1–3        | 0–3        | V    | P    | R     | V      | P      | R      |
| --- | --------- | --- | ----- | ----- | ----- | ---------- | ---------- | ---------- | ---------- | ---------- | ---------- | ---- | ---- | ----- | ------ | ------ | ------ |
| 1   | Argentina | 5   | 2     | 2     | 0     | 1          | 0          | 1          | 0          | 0          | 0          | 6    | 2    | 3,000 | 174    | 124    | 1.403  |
| 2   | Colômbia  | 4   | 2     | 1     | 1     | 1          | 0          | 0          | 1          | 0          | 0          | 5    | 3    | 1.667 | 169    | 134    | 1.261  |
| 3   | Uruguai   | 0   | 2     | 0     | 2     | 0          | 0          | 0          | 0          | 0          | 2          | 0    | 6    | 0,000 | 55     | 150    | 0.367  |

| Data   | Hora |           | Placar |          | Set 1 | Set 2 | Set 3 | Set 4 | Set 5 | Total | Relatório |
| ------ | ---- | --------- | ------ | -------- | ----- | ----- | ----- | ----- | ----- | ----- | --------- |
| 24 ago |      | Argentina | 3–0    | Uruguai  | 25–10 | 25–8  | 25–12 |       |       | 75–30 | Resultado |
| 25 ago |      | Colômbia  | 3–0    | Uruguai  | 25–12 | 25–13 | 25–10 |       |       | 75–35 | Resultado |
| 26 ago |      | Argentina | 3–2    | Colômbia | 17–25 | 17–25 | 25–18 | 25–16 | 15–10 | 99–94 | Resultado |

## Fase final
|  | Semifinais | Semifinais |                |   | Final | Final |
|  |            |            |                |   |       |       |
|  |            |            |                |   |       |       |
|  |            |            |                |   |       |       |
|  | Brasil     | 3          |                |   |       |       |
|  | Brasil     | 3          |                |   |       |       |
|  | Colômbia   | 1          |                |   |       |       |
|  | Colômbia   | 1          | Brasil         | 0 |       |       |
|  |            |            | Brasil         | 0 |       |       |
|  |            | Argentina  | 3              |   |       |       |
|  | Argentina  | Argentina  | 3              | 3 |       |       |
|  | Argentina  |            |                | 3 |       |       |
|  | Chile      | 0          |                |   |       |       |
|  | Chile      | 0          | Terceiro lugar |   |       |       |
|  |            |            |                |   |       |       |
|  |            |            |                |   |       |       |
|  |            |            |                |   |       |       |
|  | Colômbia   | 3          |                |   |       |       |
|  | Colômbia   | 3          |                |   |       |       |
|  | Chile      | 0          |                |   |       |       |

- As partidas seguem o fuso horário de Brasília (UTC−3).

### Quinto lugar
| Data   | Hora |         | Placar |      | Set 1 | Set 2 | Set 3 | Set 4 | Set 5 | Total | Relatório |
| ------ | ---- | ------- | ------ | ---- | ----- | ----- | ----- | ----- | ----- | ----- | --------- |
| 27 ago |      | Uruguai | 3–0    | Peru | 25–21 | 25–23 | 25–19 |       |       | 75–63 | Resultado |

### Semifinais
| Data   | Hora  |           | Placar |          | Set 1 | Set 2 | Set 3 | Set 4 | Set 5 | Total | Relatório |
| ------ | ----- | --------- | ------ | -------- | ----- | ----- | ----- | ----- | ----- | ----- | --------- |
| 27 ago | 16:00 | Argentina | 3–0    | Chile    | 25–12 | 25–16 | 25–20 |       |       | 75–48 | Resultado |
| 27 ago | 18:00 | Brasil    | 3–1    | Colômbia | 25–15 | 25–18 | 23–25 | 25–14 |       | 98–72 | Resultado |

### Terceiro lugar
| Data   | Hora  |          | Placar |       | Set 1 | Set 2 | Set 3 | Set 4 | Set 5 | Total | Relatório |
| ------ | ----- | -------- | ------ | ----- | ----- | ----- | ----- | ----- | ----- | ----- | --------- |
| 28 ago | 13:00 | Colômbia | 3–0    | Chile | 25–14 | 25–17 | 25–14 |       |       | 75–45 | Resultado |

### Final
| Data   | Hora  |        | Placar |           | Set 1 | Set 2 | Set 3 | Set 4 | Set 5 | Total | Relatório |
| ------ | ----- | ------ | ------ | --------- | ----- | ----- | ----- | ----- | ----- | ----- | --------- |
| 28 ago | 15:00 | Brasil | 0–3    | Argentina | 19–25 | 26–28 | 20–25 |       |       | 65–78 | Resultado |

## Classificação final
| Posição | Equipe    |
| ------- | --------- |
|         | Argentina |
|         | Brasil    |
|         | Colômbia  |
| 4       | Chile     |
| 5       | Uruguai   |
| 6       | Peru      |

|  | Classificado para o Campeonato Mundial Sub-19 de 2023             |
|  | Classificado para o Campeonato Mundial Sub-19 de 2023 (país-sede) |

## Premiações
| Campeonato Sul-Americano Sub-19 de 2022 |
| Argentina                               |
| --------------------------------------- |
| Argentina Campeã (5º título)            |

### Individuais
Os atletas que se destacaram individualmente foramː
| - Most Valuable Player (MVP) Bryan Silva - Melhor Oposto Ian Gei - Melhor Levantador Lucas Astegiano - Melhor Líbero João Gameiro | - Melhores Ponteiros João Pedro Fausto Diaz - Melhores Centrais Samuel Santos Emiliano Molini |